# Olympische Sommerspiele 1976/Teilnehmer (Antigua und Barbuda)
| Gelbes Symbol für Goldmedaillen mit stilisierten Olympischen Ringen | Graues Symbol für Silbermedaillen mit stilisierten Olympischen Ringen | Braundes Symbol für Bronzemedaillen mit stilisierten Olympischen Ringen |
| ------------------------------------------------------------------- | --------------------------------------------------------------------- | ----------------------------------------------------------------------- |
| —                                                                   | —                                                                     | —                                                                       |

Antigua und Barbuda nahm 1976 in Montreal erstmals an Olympischen Spielen teil. Das Land wurde durch zehn Sportler (acht Leichtathleten und zwei Radfahrer) vertreten.

## Teilnehmer nach Sportarten

### Leichtathletik
- Everton Cornelius
Männer, 4 × 100 m Staffel → ausgeschieden im Vorlauf (41,84 s)
- Calvin Greenaway
4 × 100 m Staffel → ausgeschieden im Vorlauf (41,84 s)
Männer, Weitsprung → Platz 29 (6,96 m)
- Cuthbert Jacobs
Männer, 4 × 400 m Staffel → ausgeschieden im Vorlauf (3:09,66 s)
Männer, 200 m → ausgeschieden im Viertelfinale (21,50)
- Conrad Mainwaring
Männer, 110 m Hürden → ausgeschieden im Vorlauf (15,54 s)
Männer, 400 m Hürden → ausgeschieden im Vorlauf (54,67 s)
- Maxwell Peters
Männer, Dreisprung → Platz 21 (14,94 m)
- Paul Richards
Männer, 4 × 100 m Staffel → ausgeschieden im Vorlauf (41,84 s)
Männer, 4 × 400 m Staffel → ausgeschieden im Vorlauf (3:09,66 s)
- Fred Sowerby
Männer, 4 × 400 m Staffel → ausgeschieden im Vorlauf (3:09,66 s)
Männer, 400 m → ausgeschieden im Viertelfinale (48,03 s)
- Elroy Turner
Männer, 4 × 100 m Staffel → ausgeschieden im Vorlauf (41,84 s)
Männer, 4 × 400 m Staffel → ausgeschieden im Vorlauf (3:09,66 s)

### Radsport
- Donald Christian
Männer, 1000 m Zeitfahren → DNF
Männer, 4000 m Einzel-Verfolgung → DNF
- Patrick Spencer
Männer, 1000 m Sprint → ausgeschieden in Runde 1